# Квінт Помпей Руф (претор 91 до н. е.)
Квінт Помпей Руф (лат. Quintus Pompeius Rufus; ? — 88 до н. е.) — давньоримський політичний діяч. Народний трибун 100 до н. е., претор 91 до н. е.,  консул 88 до н. е..

## Життєпис
Походив з плебейського роду Помпеїв. Син Квінта Помпея, народного трибуна 132 року до н. е. 
Разом з Суллою Помпей протидіяв спробам агента Марія, народного трибуна Публія Сульпіція Руфа провести законопроєкт про розподіл італіків в усі триби замість колишніх останніх (останні триби голосували в самому кінці і тільки в разі, якщо рішення не отримувало достатньо голосів до цього). Консули]] оголосили неприсутні дні, після чого Сульпіцій зажадав їх скасування. Оскільки консули відмовилися скасувати своє рішення, Сульпіцій вивів вірних собі озброєних людей на форум і почали погрожувати консулам, які негайно сховалися. Однак люди Сульпіція вбили сина Помпея, після чого Сулла, не бажаючи продовження кровопролиття, скасував неприсутні дні.
Незабаром після цього Луцій Корнелій Сулла покинув Рим і відправився до своїх військ, бажаючи швидше розпочати кампанію проти Мітрідата. Проте незабаром йому доповіли, що Сульпіцій вже встиг провести свій законопроєкт, після чого народні збори затвердили новим командувачем у війні проти Мітрідата Гая Марія. Сулла зібрав війська і повів їх на Рим. По дорозі до нього приєднався і Помпей. Таким чином, оскільки обидва  консули виступили проти «заколотників», виступу було надано відтінок законності. Однак Луцій Корнелій Сулла і Помпей в порушення всіх звичаїв все ж ввели війська в Рим, де пройшли запеклі зіткнення між консулами і прихильниками Сульпіція і Марія.
Консули провели часткове реформування законодавчого процесу. Зокрема, вони надали законний статус традиції не висувати на голосування в народні збори пропозицію, що не обговорювалася ще в  сенаті (ця традиція часто порушувалася). Крім того, вони поповнили сенат] 300 своїми прихильниками. Нарешті, були скасовані всі постанови Сульпіція. 12 осіб, включаючи Сульпіція і Гая Марія, були оголошені поза законом і відправлені у вигнання, а слідом за Сульпіцієм були відправлені ще й наймані вбивці, які незабаром наздогнали його (за іншими відомостями, Сульпіцій був убитий власним рабом). Особливим пунктом у постанові зазначалося, що ці люди в критичний для себе момент обіцяли рабам свободу.
Незабаром  консули відіслали війська назад у Капую і почали керувати звичайним способом. Помпей перший час був без армії, але незабаром йому передали командування армією, яка перебувала під управлінням Гнея Помпея. Квінт прибув до Гнея Помпея Страбона, однак під час розмови їх оточила юрба начебто цікавих, однак раптово вони напали на Квінта. Гней, як пише Аппіан, висловив своє обурення з приводу смерті протизаконно вбитого консула, але, виливши свій гнів, все ж негайно прийняв командування. Незабаром після цього Сулла організував обрання своїх прихильників Гнея Октавія та Луція Корнелія Цинну консулами, залишив Рим, забрав свої війська і вирушив на війну з Мітрідатом.